# Balbino Giner Gabarda
Balbino Giner Gabarda, (París, 20 de novembre de 1935 - Perpinyà, Rosselló, 10 de maig de 2012) va ser un pintor francès, fill del també pintor valencià Balbí Giner i Garcia.

## Biografia
Fill del pintor valencià Balbino Giner Garcia (1910-1976) i pare del compositor Bruno Giner (nascut a Perpinyà el 1960), va néixer a París el 1935. Després de la Guerra Civil espanyola, les seves conviccions republicanes van obligar el seu pare a l'exili permanent. A Brussel·les, el 1938, després d'una mesura d'evacuació dels nens espanyols, la família es va separar i va tornar a València amb la seva mare. No va ser fins a l'octubre de 1939 que tota la família es va retrobar en territori francès, al cor dels Pirineus Orientals. A partir d'aquest moment, Balbino Giner passa part de la seva infància i tota la seva adolescència a Amélie-les-Bains i després a Perpinyà. Uns anys més tard, entre 1955 i 1957, va estudiar Belles Arts a Montpeller, després de 1957 a 1961 a l'École nationale supérieure des beaux-arts de París, on es va graduar el 1961.
El 1956 va fer la seva primera exposició personal a Perpinyà amb el pseudònim de Gino Giner i la seva pintura va començar a navegar per galeries internacionals. Els esdeveniments del maig de 1968 tenen sobre ell una gran influència. Ràpidament, s'integra en els moviments de l'avantguarda pictòrica dels anys 70. El seu radicalisme radical el va portar a cremar tota la seva producció pictòrica anterior i, juntament amb el seu posicionament artístic sense compromisos, va ensenyar pintura a l'Escola Superior de les Belles Arts de Tolosa de Llenguadoc de 1967 a 1997, l'any de la seva jubilació. Des de l'any 1970 no va tornar a fer cap exposició en solitari, sinó que sempre les feia col·lectives. No obstant això, als anys vuitanta, havia tornat a pintar desenvolupant un llenguatge pictòric carregat de color i molt personal. El desembre de 2011 va ser convidat a participar en la Biennal internacional de Florència.
Entre 1997-1999, va passar dos anys a Amèrica Llatina, principalment a Santiago de Xile, abans de tornar a França per establir-se permanentment a la regió de la seva infància. Es va establir a Cotlliure l'any 1999, després d'haver viscut a Perpinyà, on la seva família s'havia instal·lat l'any 1939. El 2005, la ciutat de Perpinyà li va dedicar al Saló Maillol del Palau dels Congressos, una retrospectiva que va ser un reconeixement a la seva persona i al seu art. A Cotlliure va continuar el seu camí d'artista independent i original, fins a la seva mort el 2012.